# Close Coupled Cooling
Il Close Coupled Cooling è un sistema di raffreddamento di ultima generazione particolarmente usato nei data center, generalmente usa prese d'aria direzionabili o connettori d'aria flessibili per indirizzare il raffreddamento nelle zone più calde senza necessariamente abbassare la temperatura dell'intera stanza.

Le unità sono posizionate in prossimità, oppure dentro i rack ed essendo vicine alle sorgenti di calore riducono la distanza richiesta per trasportare l'aria fredda, utilizzando pertanto meno elettricità per l'alimentazione delle ventole.

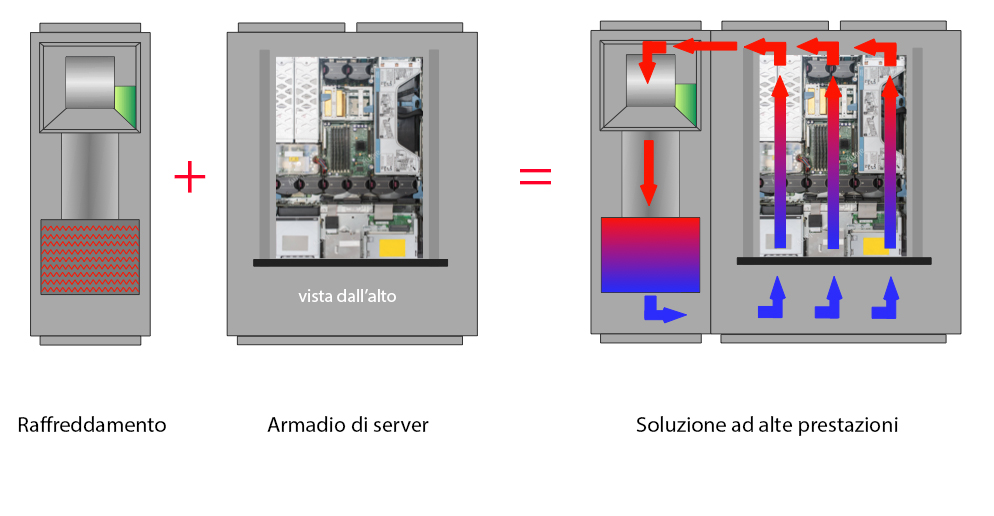
La vicinanza del sistema di raffreddamento con l'armadio dei server permette una soluzione ad alte prestazioni

## Tipologie di condizionatori
Le soluzioni Close-Coupled permettono inoltre di modificare facilmente la disposizione delle unità per gestire il raffreddamento di nuovi dispositivi o eliminare punti di calore mentre al contrario, i tradizionali sistemi di raffreddamento perimetrali distribuiscono l’aria all’intera stanza, ostacolando la rimozione di punti di calore.
È generalmente effettuata una divisione in due categorie per le soluzioni close coupled: Configurazione Open-Loop e Configurazione Closed-Loop.

### Configurazione Open-Loop
Le configurazioni Open-Loop non sono totalmente indipendenti dalla stanza dove vengono installate ed i flussi dell'aria interagiscono con quanto già presente.

#### Unità di condizionamento In-Row
Le unità di condizionamento Row-Based vengono installate all'interno delle file dei rack, le correnti d'aria seguono generalmente percorsi brevi e lineari riducendo in questo modo la potenza necessaria per azionare le ventole ed aumentando l'efficienza energetica.
Una soluzione di raffreddamento di tipo Row-Based offre un vantaggio rispetto ad una soluzione room-based in quanto questa soluzione può essere adattata meglio all'esigenza di raffreddamento per righe specifiche; è comunque opportuno non localizzare le unità di condizionamento all'inizio o alla fine delle righe per massimizzare le loro prestazioni.

#### Scambiatori di Calore Rear Door
Questo tipo di soluzione si basa sulla sostituzione dello sportello posteriore di un rack già esistente.
Questi scambiatori di calore sfruttano la dissipazione dell'aria anteriore-posteriore delle apparecchiature IT: I server scaricano aria calda, che passa attraverso la serpentina dello scambiatore di calore e viene restituita alla stanza ad una temperatura più consona.
Le unità di raffreddamento di questa categoria non occupano spazio aggiuntivo, sono quindi particolarmente indicate per refrigerare tutti quei luoghi non progettati inizialmente come data center o per integrare un sistema di raffreddamento già esistente.

#### Scambiatori di Calore Overhead
Generalmente un tipo di sistema di refrigeramento di questo tipo scarica l'aria dal soffitto nel corridoio freddo mentre l'aria di scarico sale in prese d'aria nel soffitto; nel caso di un sistema Close Coupled le unità sono posizionate direttamente sopra il server, rendendo il getto d'aria fredda ed la dissipazione di quella calda molto più precise.
Un sistema di questo tipo, essendo posizionato in verticale, non richiede ulteriore spazio calpestabile all'interno della stanza.

### Configurazione Closed-Loop
Le tipologie di raffreddamento Closed-Loop agiscono indipendentemente dalla stanza nella quale vengono installati; Il rack e lo scambiatore di calore funzionano esclusivamente l'uno con l'altro, creando un microclima interno.

#### Raffreddamento In Rack
Il sistema di raffreddamento è adiacente al rack dei server ed entrambi sono completamente sigillati; queste limitazioni contengono il flusso d'aria, dirigendo l'aria fredda verso l'ingresso del server e l'aria di scarico, tramite i ventilatori, attraverso la serpentina di raffreddamento.
Il design a circuito chiuso consente un raffreddamento molto focalizzato a livello di rack ed è possibile installare le apparecchiature in maniera molto densa nell'ambiente dove sono collocate, permettendo di utilizzare stanze anche non originariamente progettate per questo scopo.

## Efficienza
Nel layout tradizionale, i ventilatori devono spostare l'aria dal perimetro della stanza, sotto il pavimento rialzato, e attraverso una piastrella perforata del pavimento nella presa del server. Questo processo, richiede energia, che varia a seconda della tipologia della struttura. Spesso sotto il pavimento sopraelevato esistono impedimenti (fasci di cavi di grandi dimensioni, condotti) che richiedono un'ulteriore energia della ventola per spostare il volume richiesto di aria fredda.
Con un sistema di tipo Close Coupled per la prossimità dell'impianto di refrigeramento viene ridotta l'energia richiesta, con una tipologia In-Row l'unità di raffreddamento è incorporata nella fila di rack e, fornendo aria direttamente alla fila non ci sono impedimenti sotto il pavimento da dover considerare, si stima che quando integrato, un sistema di tipo Close Coupled possa arrivare a garantire fino al 95% di riduzione dell'energia annuale richiesta confrontato con un tradizionale sistema CRAC di uguale capacità refrigerante.
Alcune tipologie di raffreddamento inoltre possono essere associate a ventole con velocità variabile  che si adattano in maniera migliore al carico di lavoro e quindi alla temperatura all'interno del rack; avere delle ventole che lavorino alla minima velocità ritenuta soddisfacente per le esigenze del data center è molto importante per il consumo di energia.
È stato verificato che la percentuale di energia risparmiata e quindi ti costo totale per l'elettricità decresce in maniera più che proporzionale rispetto alla diminuzione del flusso d'aria, ad esempio riducendo la velocità della ventola del 10% è possibile ottenere un risparmio energetico di circa il 27%.
| % FLUSSO | ORE  | ENERGIA ANNUALE | COSTO ANNUALE | RPM  | RISPARMIO |
| -------- | ---- | --------------- | ------------- | ---- | --------- |
| 100      | 8760 | 49.774,43       | 1.742,10      | 2040 | 0%        |
| 95       | 8760 | 42.774,64       | 1.493,64      | 1938 | 14.26%    |
| 90       | 8760 | 36.285,56       | 1.269,99      | 1836 | 27.10%    |
| 85       | 8760 | 30.567,72       | 1.069,87      | 1734 | 38.59%    |
| 80       | 8760 | 25.484,51       | 891,96        | 1632 | 48.80%    |
| 75       | 8760 | 20.998,59       | 734,95        | 1530 | 57.81%    |
| 70       | 8760 | 17.072,63       | 697,01        | 1428 | 59.99%    |

L'efficienza è anche rappresentata dalla modularità, con un sistema di tipo Close Coupled è infatti possibile aggiungere nuovi condizionatori in previsione di un aumento della capacità del data center.
Nonostante alcuni studi passati (2007) abbiano ipotizzato una crescita molto elevata per le vendite dei sistemi di tipo Close Coupled, studi più recenti (2014) hanno invece mostrato una crescita più contenuta, il motivo sembra essere dovuto al fatto che le soluzioni In-Row offrono un notevole risparmio energetico quanto le densità dei rack sono prossime alle soglia 8-10 kW; le densità medie odierne per data center di medie dimensioni sono invece di circa 5kW ed i risparmi energetici non giustificano totalmente il costo maggiore dell'investimento per l'impianto di raffreddamento.

### Temperature Acqua Refrigerata
Nei sistemi tradizionali le temperatura di alimentazione dell'acqua refrigerata variano tipicamente dai 6 ai 7 °C l'acqua fredda è infatti necessaria per generare l'aria fredda che compensa l'innalzamento che si verifica sul pavimento del data center, dal momento che l'aria fredda di ingresso e l'aria calda di scarico interagiscono bisogna comunque fare in modo che la temperatura d'ingresso sia compresa tra i 18 ed i 26,5 °C come stabilito dall'ASHRAE.
Alcune tipologie di sistemi Close Coupled consentono temperature di ingresso dell'acqua più calde vista la prossimità del sistema di refrigeramento ed il design della serpentina di raffreddamento pur rimanendo all'interno delle linee guida dell'ASHRAE.
Dal momento che i refrigeratori rappresentano una percentuale tra il 30% ed il 40% del consumo energetico di un  data center e che questo è dovuto in gran parte alla refrigerazione meccanica, una temperatura di ingresso dell'acqua più elevata consente di aumentare le ore in cui è possibile il free cooling e pertanto di aumentare l'efficienza del refrigeratore.

## Sistema Close Coupled dei data centers di Google
Da diversi anni ormai Google, secondo le dichiarazioni del vice presidente di Data Centers, Joseph Kava, ristruttura il sistema di raffreddamento dei suoi Data Centers ogni 12 - 18 mesi, orientandosi anche verso sistemi di tipo Close Coupled.
Nel 2012 Google ha pubblicato una galleria di foto che mostra anche il design del suo sistema di raffreddamento e a seguito del quale è seguita anche una spiegazione del suo funzionamento da parte del Vice presidente di Data Centers, Joseph Kava.
Nel data center mostrato le stanze svolgono la funzione di corridoi freddi, c’è un piano rialzato ma non ci sono mattonelle perforate. Il raffreddamento avviene in corridoi chiusi con file di rack ad entrambi i lati mentre le serpentine di raffreddamento che usano acqua fredda servono come soffitto di questi corridoi caldi, che ospitano anche le tubazioni che portano l’acqua da e verso le torri di raffreddamento alloggiato in un’altra parte dell’edificio.
La temperatura si mantiene generalmente intorno ai 26.5 °C, scaldandosi sempre di più con il contatto dei vari componenti fino a raggiungere circa 49 °C, momento in cui viene indirizzata da ventole nel corridoio caldo chiuso dove, raggiungendo la cima della stanza passa attraverso la bobina di raffreddamento ed è raffreddata a livello della temperatura della stanza. La tubazione flessibile si collega alla serpentina di raffreddamento nella parte superiore del corridoio caldo e scende attraverso un'apertura nel pavimento e scorre sotto il pavimento rialzato.
Dalle dichiarazioni di Kava "Se avessimo delle perdite nei condotti, l’acqua colerebbe giù dentro il nostro piano rialzato. Abbiamo molta esperienza con questo design, e non è mai capitato una perdita d’acqua di grandi proporzioni" viene inoltre confermata la presenza di un sistema di emergenza per le eventuali perdite d'acqua e che non si ritiene problematica la vicinanza di liquidi ai server.
Kava ha affermato inoltre, riferendosi alle altre tipologie di raffreddamento con impianti sul soffitto per restituire l'aria calda di scarico ai condizionatori d'aria della sala computer (CRAC) situati lungo il perimetro dell'area del pavimento rialzato, che "L'intero sistema è inefficiente perché l'aria calda viene spostata su una lunga distanza mentre viaggia verso i CRAC", mentre un sistema di tipo Close Coupled è significativamente più efficiente.